# Karl Stargardt
Karl Bruno Stargardt (* 4. Dezember 1875 in Berlin; † 2. April 1927 in Marburg) war ein deutscher Ophthalmologe. Nach ihm benannt ist der Morbus Stargardt.

## Leben
An der Ruprecht-Karls-Universität Heidelberg begann Stargardt Medizin zu studieren. 1894 wurde er im Corps Rhenania Heidelberg recipiert. Als Inaktiver wechselte er an die Friedrich-Alexander-Universität Erlangen und die Friedrich-Wilhelms-Universität zu Berlin. 1899 wurde er an der Christian-Albrechts-Universität zu Kiel zum Dr. med. promoviert. Er durchlief die ophthalmologische Ausbildung bei Carl Völckers an der Universitäts-Augenklinik und wurde Oberarzt. Bereits 1903 habilitierte er sich. Später wechselte er an die Augenklinik der Kaiser-Wilhelms-Universität Straßburg und an die Rheinische Friedrich-Wilhelms-Universität Bonn. In Fachkreisen erlangte er 1909 besonderes Ansehen mit der Beschreibung der später nach ihm benannten Juvenilen Makula-Degeneration. Als Alfred Bielschowsky 1923 an die Universität Breslau wechselte, folgte ihm Stargardt auf dem Lehrstuhl der Philipps-Universität Marburg und in der Direktion der von Bielschowsky gegründeten Deutschen Blindenstudienanstalt. Über besonders viele medizinische Disziplinen von Neurologie über das Kerngebiet Augenheilkunde bis zur Inneren Medizin erstreckte sich sein Interessenfeld. Wenige Jahre später erkrankte er an Nephritis und Herzinsuffizienz. Er starb mit 51 Jahren im Amt.

## Schriften
- Über familiäre, progressive Degeneration in der Makulagegend des Auges. In: Albrecht von Graefes Archiv für Ophthalmologie. Band 71, Nr. 3, September 1909, S. 534–550, doi:10.1007/BF01961301.
- Über die Ursachen des Sehnervenschwundes bei der Tabes und der progressiven Paralyse. Springer, Berlin 1913, doi:10.1007/978-3-662-34452-1.
- Über Epithelzellveränderungen beim Trachom und andern Conjunctivalerkrankungen. Albrecht von Graefes Archiv für Ophthalmologie 69 (1909), S. 525–542.
- Degeneration of the inclusion bodies in ophthalmia neonatorum. Diagnostik der Farbensinnstörungen. Berlin, 1912.